# MUSIC TRIBE RADIO
MUSIC TRIBE RADIO（ミュージック・トライブ・レディオ）は岡山シティエフエム（Radio momo（レディオモモ））で放送されているラジオ番組である。

## 概要
2014年4月11日よりスタートした音楽情報を発信する番組で岡山県出身のシンガーソングライターLugz&Jera（ラグズ・アンド・ジェラ）が番組開始当初からパーソナリティーを務める30分番組。番組開始1年目（2014年4月 - 2015年3月）は毎月第二、第四金曜日に放送され、2年目から4年間（2015年4月 - 2019年3月）は毎週金曜日の放送となる。6年目の2019年から毎週水曜日に変更となり現在に至る。放送回数は2016年9月9日に100回、2018年8月10日に200回、2020年7月8日に300回を数える。

## 放送時間
- 毎月第二・四金曜 23:30 - 24:00（2014年4月 - 2015年3月）
- 毎週金曜 23:30 - 24:00（2015年4月 - 2019年3月）
- 毎週水曜 20:30 - 21:00（2019年4月 - ）

## 出演者
パーソナリティ
- Lugz&Jera（ラグズ・アンド・ジェラ）

## 番組の構成
パーソナリティーであるLugz&Jeraに関するものが中心で、自身が企画プロデュースするイベント「MUSIC TRIBE」をはじめ、音楽による地元岡山の全国発信を目的とした音楽フェスやイベントなどと連携した番組を企画制作し放送している。

## 主なコーナー
オープニングトーク
Lugz&Jera自身の一週間の出来事を中心に感じた事や伝えたいことを番組の冒頭に紹介。
This Weeks Pick Up（ディスウイークピックアップ）
お勧めの曲を紹介。
Weeklyコーナー
Lugz&Jera主催のイベント情報などの告知や紹介、ゲスト出演やコメント紹介。
現在、注目の曲を邦楽・K-POP・洋楽から１曲ずつピックアップするコーナー
エンディングトーク
イベントの告知

### 終了したコーナー
OKAYAMA HOTLINE
岡山県出身のアーティスト、スポーツ選手、実業家などをゲストに招きトークをする。
Best of 5 Stars☆（ベストオブファイブスターズ）
毎週シチュエーション（お題）を決めリスナーからのリクエストを受付け、その中から決まる一曲のコーナー。

## テーマソング
- Lugz&Jera「MUSIC TRIBE」[注釈 1] - 作詞、作曲：Lugz&Jera